# Lubomir Kavalek
Lubomir (Lubosh) Kavalek (en txec: Lubomír Kaválek), nascut el 9 d'agost de 1943 a Praga, llavors Txecoslovàquia, ara República Txeca – Reston, 18 de gener de 2021), fou un jugador d'escacs txec, nacionalitzat estatunidenc, que tenia el títol de Gran Mestre des de 1965. Era també entrenador d'escacs, organitzador, professor, comentarista, escriptor, i reconegut columnista, sempre en l'àmbit dels escacs.
Kavalek va estar classificat entre els 100 millors jugadors del món des del final de 1962 fins a setembre de 1988, arribant al número 25 el 1973, quan aconseguí el seu rècord d'Elo amb 2626. Cal remarcar que va aconseguir de nou entrar al top 100 el 1998 i el va retenir fins que es va retirar el 1999 amb un Elo de 2594, amb el número 95 del món.
El seu millor rànquing Elo s'ha estimat en 2695 punts, el febrer de 1974, moment en què tenia 30 anys, cosa que el situaria en 18è lloc mundial en aquella data. Segons chessmetrics, va ser el 18è millor jugador mundial en 6 diferents mesos, entre el novembre de 1973 i l'abril de 1974.
|  |

## Resultats destacats en competició
Kavalek va guanyar el campionat de Txecoslovàquia els anys 1962 i 1968. Quan els tancs soviètics van entrar a Praga l'agost de 1968, Kavalek estava jugant el Memorial Akiba Rubinstein a Polònia, on hi va finalitzar segon (el campió fou Vassili Smislov). Kavalek, que sempre havia odiat el comunisme, va decidir desertar cap a l'oest en comptes de tornar a la Txecoslovàquia dominada pels soviètics. Va comprar diverses caixes de vodka, que va utilitzar per subornar els guàrdies fronterers i va conduir fins a l'Alemanya Occidental. El 1970, es va traslladar a Washington DC, i posteriorment es va convertir en ciutadà dels Estats Units.
Kavalek va participar en nou Olimpíades d'escacs representant Txecoslovàquia el 1964 i 1966 i els Estats Units des de 1972 fins a 1986 excepte el 1980 (tres vegades com a primer tauler i dos com a segon amb l'equip dels EUA), guanyant una medalla d'or i cinc medalles de bronze per equips.
Kavalek era un brillant i imaginatiu tàctic. El 1973 va ser co-guanyador del Campionat d'escacs dels Estats Units conjuntament amb John Grefe i el va guanyar autoritàriament el 1978, acabant sense perdre amb 10 victòries i 4 taules, un punt per davant de James Tarjan. També el 1978, Kavalek va guanyar un matx contra el GM suec de classe mundial Ulf Andersson per l'impressionant marcador de 6½-3½. Kavalek va guanyar el campionat d'Alemanya Occidental el 1981. Va ser editor en cap de les publicacions escaquístiques de RHM Press a Nova York des de 1973 fins a 1986. Va ser el redactor de la columna d'escacs del Washington Post des de 1986 fins a 2010, publicant la seva darrera columna el 4 de gener de 2010.

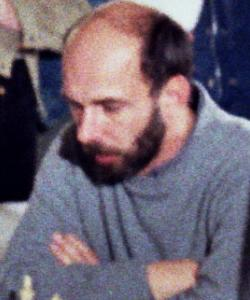
Kavalek el 1981

Com a Director Executiu de la Grandmasters Association, Kavalek va organitzar la primera Copa del Món 1988-1989.
Kavalek va tenir una notable carrera com a entrenador, treballant amb Yasser Seirawan i Robert Hübner. Kavalek també va treballar com a entrenador del GM britànic Nigel Short en els reeixits matxs de Short contra el Campió del Món Anatoli Kàrpov i el GM neerlandès Jan Timman, conduint en Short el 1993 al matx pel Campionat del Món contra Garri Kaspàrov. Short acomiadà Kavalek poc després de començar l'últim matx, que Kaspàrov va guanyar de manera decisiva. Short i Kavalek posteriorment van escriure articles per a revistes d'escacs criticant-se entre si.

## Partides notables
La següent partida és una brillant victòria d'un jove Kavalek contra el GM soviètic Eduard Gufeld:

Gufeld-Kavalek, Olimpíada estudiantil, Mariánské Lázně 1962. 
1.e4 e5 2.Cf3 Cc6 3. Ab5 Ac5 4. c3 f5 5.d4 fxe4 6.Cg5 Ab6 7.d5 e3 8.Ce4 Dh4 9.Df3 Cf6 10.Cxf6+ gxf6 11.xc6 exf2+ 12.Rd1 dxc6 13.Ae2 Ae6 14.Dh5+ Dxh5 15.Axh5+ Re7 16.b3 Ad5 17.Aa3+ Re6 18.Ag4+ f5 19.Ah3 Thg8 20.Cd2 Axg2 21.Axg2 Txg2 22.Tf1 Td8 23.Re2 Txd2+ 24.Rxd2 e4 25.Af8 f4 26. b4 Tg5 27. Ac5 Txc5! 28. bxc5 Axc5 Ara el blanc té dues torres per un alfil, però no pot aturar la marxa dels peons negres. 29. Tab1 f3 30.Tb4 Rf5 31.Td4 Axd4 32.cxd4 Rf4 0-1. Una extraordinària posició final. El negre té una torre menys, però segueix mantenint els seus vuit peons i el blanc està indefens davant d'ells.
La següent partida és una de les millors de Kavalek, en la qual se sacrifica una dama per un alfil contra el super Gran Mestre hongarès Lajos Portisch:

Portisch-Kavalek, Wijk aan Zee, 1975.
1.d4 Cf6 2.c4 g6 3.Cc3 Ag7 4.e4 d6 5.f3 c6 6.Ae3 a6 7.Ad3 b5 8.e5 Cfd7 9.f4 O-O 10.Cf3 Cb6 11.b3 C8d7 12.a4 bxc4 13.bxc4 c5 14.a5 cxd4 15.Cxd4 dxe5 16.Cc6 De8 17.axb6 exf4 18.Cd5 fxe3 19.Cc7 Ac3+ 20.Rf1 Ab7 21.Cxe8 Axc6 22.Cc7 Tad8 23.Tc1 Ad2 24.Cd5 Axd5 25.cxd5 Cxb6 26.Tc5 Cxd5 27.g3 Td6 28.Rg2 Tfd8 29.Txd5 Txd5 30.Ac4 Tf5 31.Db3 Tf2+ 32.Rh3 Td6 33.Db8+ Rg7 34.Da7 g5 35.Dxe7 g4+ 36.Rxg4 Tg6+ 37.Rh3 Th6+ 38.Rg4 Tg6+ 1/2-1/2
Kavalek viu actualment a Reston (Virgínia).